# Juan Salomoni
Juan Pablo Salomoni (Buenos Aires, 7 ottobre 1997) è un calciatore argentino, difensore del Beroe.

## Carriera

### Club
Il 25 gennaio 2024 viene acquistato a titolo definitivo dalla squadra bulgara del Beroe.

## Statistiche

### Presenze e reti nei club
Statistiche aggiornate al 9 novembre 2024.
| Stagione            | Squadra             | Campionato          | Campionato | Campionato | Coppe nazionali | Coppe nazionali | Coppe nazionali | Coppe continentali | Coppe continentali | Coppe continentali | Altre coppe | Altre coppe | Altre coppe | Totale | Totale |
| Stagione            | Squadra             | Comp                | Pres       | Reti       | Comp            | Pres            | Reti            | Comp               | Pres               | Reti               | Comp        | Pres        | Reti        | Pres   | Reti   |
| ------------------- | ------------------- | ------------------- | ---------- | ---------- | --------------- | --------------- | --------------- | ------------------ | ------------------ | ------------------ | ----------- | ----------- | ----------- | ------ | ------ |
| 2021                | Dep. Armenio        | PBM                 | 4          | 0          | CA              | 0               | 0               | -                  | -                  | -                  | -           | -           | -           | 4      | 0      |
| 2022                | Dep. Armenio        | PBM                 | 26         | 1          | CA              | 0               | 0               | -                  | -                  | -                  | -           | -           | -           | 26     | 1      |
| Totale Dep. Armenio | Totale Dep. Armenio | Totale Dep. Armenio | 30         | 1          |                 | 0               | 0               |                    | -                  | -                  |             | -           | -           | 30     | 1      |
| 2023                | Guillermo Brown     | PBN                 | 10         | 1          | CA              | 0               | 0               | -                  | -                  | -                  | -           | -           | -           | 10     | 1      |
| gen.-giu. 2024      | Beroe               | PL                  | 14         | 0          | CB              | 0               | 0               | -                  | -                  | -                  | -           | -           | -           | 14     | 0      |
| 2024-2025           | Beroe               | PL                  | 14         | 0          | CB              | 1               | 0               | -                  | -                  | -                  | -           | -           | -           | 15     | 0      |
| Totale Beroe        | Totale Beroe        | Totale Beroe        | 28         | 0          |                 | 1               | 0               |                    | -                  | -                  |             | -           | -           | 29     | 0      |
| Totale carriera     | Totale carriera     | Totale carriera     | 68         | 2          |                 | 1               | 0               |                    | -                  | -                  |             | -           | -           | 69     | 2      |